# Francisco Serrano Domínguez
Francisco Serrano y Domínguez, Duc de la Torre (San Fernando, Cadis, 1810 - Madrid, 1885), militar i polític espanyol. Fou cap d'Estat en tres ocasions: com a regent entre la deposició d'Isabel II i l'entronització d'Amadeu I de Savoia (1868-1871); com a regent entre l'abdicació d'Amadeu i la proclamació de la Primera República (1873); i com a cinquè i últim president de la Primera República, arran del cop d'Estat del general Pavía (1874). Així mateix, en diverses ocasions fou ministre, president del Senat, i President del consell de Ministres (1868), (1871) i (1872), entre d'altres alts càrrecs polítics i militars, com ara el de governador de Cuba (1859-1862).

## Carrera política
Serrano va néixer durant el setge francès a Cadis, fill d'un militar liberal. Va ingressar en l'exèrcit en 1822 i va ascendir per mèrits propis durant la Primera Guerra Carlina (1833-1840). En 1839 s'incorporà al partit progressista d'Espartero. Durant la Regència d'Espartero (1841), aquest el va nomenar mariscal i ministre de la Guerra. Després, però, es va girar contra l'excessiu poder del regent, i cooperà amb Joan Prim per enderrocar-lo (1843).
Cap a 1846-1848 va ser amant de la reina Isabel II, que l'anomenava el general bonito ('el general bonic'), i sobre la qual va exercir una gran influència política.
Serrano despertava recels entre els polítics moderats de l'època. En 1848, va ser nomenat Capità General de Granada per tal d'allunyar-lo de la cort. Es va apartar llavors de la política, va dimitir del càrrec que tenia, es va casar (1850) i es va dedicar a viatjar. La seva muller, Antonia Micaela Domínguez y Borrell, era cosina germana seva, i aristòcrata relacionada amb l'oligarquia cubana; de la duquessa de la Torre s'afirma que era encara més ambiciosa que el marit.
En 1854, en esclatar una nova Revolució progressista, va tornar per a donar suport altra vegada a Espartero. Durant el Bienni Progressista que llavors va començar va ser director general d'Artilleria, i es va alinear amb el partit centrista que volia formar O'Donnell, la Unió Liberal. Més tard fou ambaixador a París (1856), Capità general de Cuba (1859-1862) i Ministre d'Estat (1863). A Cuba es relligà amb els interessos negrers de l'oligarquia d'hisendats, dels quals seria defensor destacat la resta de la vida. Va ser llavors quan la reina el va nomenar duc de la Torre (1862). El 1867, en acabat de la mort d'O'Donnell, Serrano el va succeir com cap de la "Unión Liberal" i va sumar el partit a les conspiracions antidinàstiques de progressistes i demòcrates.
Juntament amb Prim i l'almirall Topete fou un dels dirigents de la Revolució de 1868 que va destronar a Isabel II. Serrano va vèncer les tropes governamentals en la batalla d'Alcolea.
De seguida va ser nomenat president del govern provisional (1868-1869) i, vacant la prefectura de l'Estat, aquesta va recaure sobre ell com a president del poder executiu (1869-1870). Va ser considerat un dels probables instigadors de l'Atemptat contra Joan Prim i Prats. Una vegada instaurada la monarquia democràtica amb la coronació d'Amadeu de Savoia, Serrano va ser cridat a presidir el govern en dues ocasions (1871 i 1872). En esclatar llavors la Tercera Guerra Carlina, Serrano va derrotar el pretendent don Carlos (VII) a la Batalla d'Oroquieta i va signar l'Acord d'Amorebieta, amb l'esperança d'acabar amb el conflicte (1872). El rebuig de les Corts a aquest conveni va provocar la caiguda de Serrano del govern. Mentrestant, Serrano trobà temps per a fundar la Liga Nacional (1872), que agrupava les forces més conservadores en oposició a l'abolicionisme de l'esclavitud, en nom de la defensa de la Cuba española.
Serrano va admetre la proclamació de la Primera República, encara que va haver d'exiliar-se per la seva implicació en una conspiració (1873).
Quan el cop d'estat del general Pavía va dissoldre les Corts republicanes en 1874, Serrano va ser nomenat president del govern i del poder executiu i instaurà una espècie de dictadura republicana de tarannà conservador. La seva ambició era perpetuar-se com a dictador, però la destrucció de les forces republicanes havia obert el camí per a la restauració dels Borbons, precipitada en aquell mateix any pel pronunciament de Martínez Campos a Sagunt.
Va acceptar el nou rei, Alfons XII, i va pretendre ocupar un paper important en el nou règim com a cap del Partit Constitucional. Va ser rebutjat per Cánovas i pel rei quan aquests van preferir Sagasta com a líder liberal, raó per la qual es va escindir amb el grup de la Izquierda Dinàstica (1881).

## Judici històric
La seva tasca de govern, al llarg de tants avatars, resulta insignificant, atès que va ser un polític sense ideals ni projectes, a qui l'ambició de poder va fer canviar freqüentment d'orientació i de lleialtats (l'anomenaven el Judes d'Arjonilla, per la seva tendència a la traïció i pel lloc on tenia la finca).

## Càrrecs de govern
| Francisco Serrano Domínguez                                                        | |                                                                                      |
| Càrrec de govern                                                                   | |                                                                                      |
| Precedit per: Joaquín Aguirre de la Peña (President de la Junta Revolucionària)    | President del Govern Provisional (3 d'octubre de 1868 – 25 de febrer de 1869) President del Govern (25 de febrer de 1869 – 18 de juny de 1869) (Llista de Presidents del Consell de Ministres) | Succeït per: Joan Prim i Prats (President del Govern)                                |
| Càrrec de govern                                                                   | |                                                                                      |
| — Títol restaurat: — Fi de la Revolució de 1868                                    | Regent d'Espanya (Llista de Cap d'estat d'Espanya) (18 de juny de 1869 – 2 de gener de 1871)                                                                                                   | Succeït per: Amadeu I d'Espanya (Rei d'Espanya)                                      |
| Precedit per: Juan Bautista Topete Carballo (President del Govern)                 | President del Govern (Llista de Presidents del Consell de Ministres) (4 de gener de 1871 – 24 de juliol de 1871)                                                                               | Succeït per: Manuel Ruiz Zorrilla (President del Govern)                             |
| Precedit per: Práxedes Mateo Sagasta (President del Govern)                        | President del Govern (Llista de Presidents del Consell de Ministres) (26 de maig de 1872 – 13 de juny de 1872)                                                                                 | Succeït per: Juan Zavala de la Puente (President del Govern)                         |
| Càrrec de govern                                                                   | |                                                                                      |
| Precedit per: Emilio Castelar y Ripoll (President de la República)                 | President de la República (Llista de caps d'Estat d'Espanya) (3 de gener de 1874 – 30 de desembre de 1874)                                                                                     | Succeït per: Antonio Cánovas del Castillo (Regent d'Espanya)                         |
| Precedit per: Emilio Castelar y Ripoll (President de la República)                 | President de la República (Llista de caps d'Estat d'Espanya) (3 de gener de 1874 – 30 de desembre de 1874)                                                                                     | Succeït per: Juan Zavala de la Puente (President del Govern)                         |
| Precedit per: Manuel Gutiérrez de la Concha e Irigoyen José Gutiérrez de la Concha | President del Senat d'Espanya 1865- 1866 1883-1884 | Succeït per: Manuel Pando Fernández de Pinedo Francisco Javier Arias Dávila y Matheu |